# Plaion
Plaion (ранее Koch Media) — немецко-австрийская массмедиа-компания со штаб-квартирой в Хёфене, Австрия, и с операционным филиалом в Планегге, Германия. Компания была основана в 1994 году Францем Кохом и Клеменсом Кундратицем. Компания управляет лейблами по производству видеоигр Deep Silver, Prime Matter и Ravenscourt, разработчиками видеоигр Warhorse Studios и Milestone S.r.l., а также подразделением по распространению фильмов Koch Films. Koch Media была приобретена шведской холдинговой компанией Embracer Group (тогда известной как THQ Nordic AB) в феврале 2018 года. 4 августа 2022 года Koch Media была переименована в Plaion.

## Офисы
По состоянию на февраль 2018 года штаб-квартира Koch Media находится в Хёфене, муниципалитете с населением около 1200 человек, который расположен в австрийском регионе Тироль, недалеко от Баварии, Германия. В Хёфене Koch Media занимает офисный комплекс, в котором в различных отделах компании работают 150 человек. Недвижимость, а также прилегающий участок площадью 7000 квадратных метров принадлежат Embracer Group. Во всем мире в Koch Media работает 800 человек.

## Дочерние компании
| Издательство                  | Студия                          | Местонахождение       | Основана | Приобретена |
| ----------------------------- | ------------------------------- | --------------------- | -------- | ----------- |
| Deep Silver                   |                                 |                       |          |             |
| Deep Silver Fishlabs          | Германия: Гамбург               | 2004                  | 2013     |             |
| Deep Silver Dambuster Studios | Великобритания: Ноттингем       | 2014                  | —        |             |
| Milestone S.r.l.              | Италия: Милан                   | 1994                  | 2019     |             |
| Flying Wild Hog               | Польша: Варшава, Краков и Жешув | 2009                  | 2020     |             |
| Prime Matter                  | Warhorse Studios                | Чехия: Прага          | 2011     | 2019        |
| Vertigo                       | Vertigo Arcade                  | Нидерланды: Роттердам | —        | —           |
| Vertigo                       | Vertigo Publishing              | Нидерланды: Роттердам | —        | —           |
| Vertigo                       | Vertigo Studios                 | Нидерланды: Роттердам | —        | —           |
| Vertigo                       | Force Field                     | Нидерланды: Амстердам | 2015     | 2021        |
| Ravenscourt                   | Ravenscourt                     | Германия: Мюнхен      | 1996     | —           |